# Heterangaeus pallidellus
Heterangaeus pallidellus là một loài ruồi trong họ Pediciidae. Chúng phân bố ở vùng sinh thái Palearctic.